# District de Chinchero
Au Pérou, le district de Chinchero est l’un des sept districts de la province d'Urubamba située dans le département de Cusco.